# Dead to the World (Helmet)
Dead to the World è l'ottavo album in studio del gruppo alternative metal statunitense Helmet, pubblicato nel 2016.

## Tracce
1. Life or Death – 3:03
2. I ♥ My Guru – 2:51
3. Bad News – 2:36
4. Red Scare – 3:19
5. Dead to the World – 3:32
6. Green Shirt (Elvis Costello cover) – 3:03
7. Expect the World – 4:07
8. Die Alone – 2:40
9. Drunk in the Afternoon – 4:22
10. Look Alive – 4:11
11. Life or Death (Slow) – 3:14

## Formazione
- Page Hamilton – voce, chitarra
- Dan Beeman – chitarra
- Dave Case – basso
- Kyle Stevenson – batteria